# Zeenat Aman
Zeenat Aman (; Bombay, 19 novembre 1951) è una modella e attrice indiana.

## Biografia
Dopo aver studiato a Los Angeles iniziò a partecipare a concorsi di bellezza: arrivò seconda a Miss India, venne poi scelta nel 1970 per Miss Asia Pacific International, dove vinse.
Esordì come attrice cinematografica all'inizio degli anni Settanta interpretando alcuni ruoli minori, il primo successo in carriera arrivò nel 1971 con il film Hare Rama Hare Krishna di Dev Anand. In origine la parte non doveva essere affidata a lei ma bensì ad un'altra attrice che però rifiutò, il ruolo le diede grande celebrità e la sua interpretazione le valse due importanti premi.
Con le sue interpretazioni ha contribuito a modificare l'immagine dell'eroina femminile nei film indiani; in particolare ha spesso interpretato il ruolo della giovane donna aperta alle influenze della cultura occidentale.

## Filmografia parziale
- The Evil Within, regia di Lamberto V. Avellana (1970)
- Hare Rama Hare Krishna, regia di Dev Anand (1971)
- Dhund, regia di B.R. Chopra (1973)
- Yaadon Ki Baaraat, regia di Nasir Hussain (1973)
- Manoranjan, regia di Shammi Kapoor (1974)
- Ishk Ishk Ishk, regia di Dev Anand (1974)
- Roti Kapda Aur Makaan, regia di Manoj Kumar (1974)
- Dharam Veer, regia di Manmohan Desai (1977)
- Don, regia di Chandra Barot (1978)
- Satyam Shivam Sundaram, regia di Raj Kapoor (1978)
- Alibaba Aur 40 Chor, regia di Umesh Mehra e Latif Faizijev (1980)
- Qurbani, regia di Feroz Khan (1980)
- Insaaf Ka Tarazu, regia di B.R. Chopra (1980)
- Dostana, regia di Raj Khosla (1980)
- Boom, regia di Kaizad Gustad (2003)
- Ugly Aur Pagli, regia di Sachin Kamlakar Khot (2008)

## Riconoscimenti
- 1972 – Filmfare Awards
  - Miglior attrice non protagonista (Hare Rama Hare Krishna)[5]
- 1973 – BFJA Awards
  - Miglior attrice (Hare Rama Hare Krishna)[6]
- 1979 – Filmfare Awards
  - Nomination Miglior attrice (Satyam Shivam Sundaram)[7]
- 1980 – Filmfare Awards
  - Nomination Miglior attrice (Insaaf Ka Tarazu)[8]
- 2006 – Bollywood Movie Awards
  - Premio alla carriera[9]
- 2008 – Zee Cine Awards
  - Premio alla carriera[10]
- 2010 – IIFA Awards
  - Premio alla carriera[11]